# Meata fungiformis
Meata fungiformis là một loài nhện trong họ Salticidae.
Loài này thuộc chi Meata. Meata fungiformis được Xiao & Chang-Min Yin miêu tả năm 1991.